# История почты и почтовых марок Стеллаленда

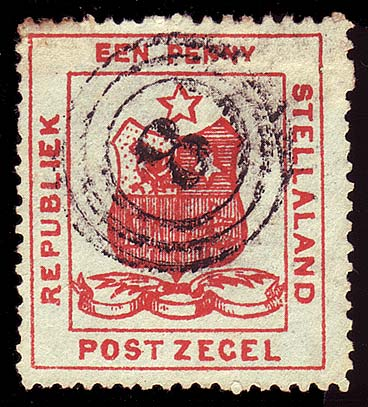
Почтовая марка Стеллаленда номиналом 1 пенни с изображением герба

Стеллаленд — существовавшая недолгое время (с 1882 года по 1885 год) бурская республика, расположенная в южной части Бечуаналенда, к западу от тогдашней Южно-Африканской республики, со столицей во Фрейбурге. Она была включена в состав Британского Бечуаналенда в 1885 году. Британский Бечуаналенд впоследствии вошёл в состав Мыса Доброй Надежды в 1895 году.

## Первые почтовые марки
В феврале 1884 года Республика Стеллаленд выпустила почтовые марки пяти номиналов. Они были грубо напечатаны с использованием герба в рисунке и надписью «Republiek / Stellaland» («Республика / Стеллаленд»). Прошедшие почту марки встречаются гораздо реже, чем негашеные.

## Надпечатки
В 1885 году была сделана надпечатка слова «TWEE» (на африкаанс означает «два») на нескольких марках номиналом 4 пенса, что уменьшило их номинал вдвое. Эти марки довольно редки, продаются на аукционах за несколько тысяч долларов при выставлении на продажу. Неясно, была ли это официальная государственная эмиссия или они были изготовлены частным образом, возможно, в качестве политической пропаганды, поскольку использование почтовых марок перед этим стало почти повсеместным во всём мире.